# قاشق طلایی
قاشق طلایی (کره‌ای: 금수저; لاتین‌نویسی اصلاح‌شده: Geumsujeo) یک مجموعهٔ تلویزیونی کره جنوبی سال ۲۰۲۲ با بازی یوک سونگ-جه، لی جونگ وون، جونگ چه-یون و یون‌وو است. این مجموعه بر پایهٔ وب‌تون محبوبی با همین نام اثر اچ‌دی۳ است که در سال ۲۰۱۶ در ناور منتشر شد و داستان زندگی ماجراجویانهٔ یک جوان را بازگو می‌کند. این مجموعه از ۲۳ سپتامبر تا ۱۲ نوامبر ۲۰۲۲، روزهای جمعه و شنبه ساعت ۲۱:۵۰ (کی‌اس‌تی) از ام‌بی‌سی برای ۱۶ قسمت پخش شد. قاشق طلایی همچنین برای استریم در دیزنی پلاس در مناطق منتخب در دسترس است.

## بازیگران

### اصلی
- یوک سونگ-جه در نقش لی سونگ چون[۵]
- جونگ چه-یون در نقش نا جو هی[۷]
- یون‌وو در نقش اوه یو جین[۸][۹]
- لی جونگ وون در نقش هوانگ ته یونگ[۱۰]

## تولید

### بازیگران
گروه بازیگران اصلی این مجموعه در ۱۷ فوریه ۲۰۲۲ تأیید شد.

### فیلم‌برداری
در ۱۱ اوت ۲۰۲۲، تصاویری از جلسهٔ رسمی فیلمنامه خوانی منتشر شد.
در ۱۲ سپتامبر ۲۰۲۲، آژانس بازیگر جونگ چه-یون تایید کرد که شکستگی استخوان ترقوه در این بازیگر تشخیص داده شده‌است و علائمی از تروما وجود دارد و در حین فیلمبرداری این مجموعه تحت درمان اورژانسی قرار گرفت.
به علت توانبخشی، جونگ چه-یون در کنفرانس مطبوعاتی قاشق طلایی در ۲۳ سپتامبر حضور پیدا نکرد و در ۱۵ اکتبر ۲۰۲۲، به فیلمبرداری بازگشت.